# La Esperanza, Xilitla
La Esperanza är en ort i Mexiko.   Den ligger i kommunen Xilitla och delstaten San Luis Potosí, i den centrala delen av landet, 210 km norr om huvudstaden Mexico City. La Esperanza ligger 751 meter över havet och antalet invånare är 132.
Terrängen runt La Esperanza är bergig västerut, men österut är den kuperad. Runt La Esperanza är det ganska tätbefolkat, med 96 invånare per kvadratkilometer. Närmaste större samhälle är Villa Terrazas, 14,1 km nordost om La Esperanza. I omgivningarna runt La Esperanza växer i huvudsak städsegrön lövskog.